# چاه فاضلی (سیب و سوران)
چاه فاضلی، روستایی در دهستان سیب و سوران بخش مرکزی شهرستان سیب و سوران در استان سیستان و بلوچستان ایران است.

## جمعیت
بر پایه سرشماری عمومی نفوس و مسکن در سال ۱۳۹۵، جمعیت این روستا برابر با ۱۲۲ نفر (۲۶ خانوار) بوده‌است.